# Hypospila warreni
Hypospila warreni là một loài bướm đêm trong họ Noctuidae.